# Svinehunde
Svinehunde er en roman af Lotte Hammer & Søren Hammer, udgivet 18. marts 2010 på Gyldendal. Romanen er første bind i en planlagt serie politiromaner med Konrad Simonsen i rollen som efterforskningsleder. Det første udkast til Svinehunde havde et omfang på 1000 sider, men efter en række forhandlinger med Gyldendal blev det endelige manuskript godkendt i foråret 2011 Inden udgivelsen havde forlaget på basis af et uddrag på 60 sider solgt rettighederne til udgivelse af romanen i 16 lande. Det er første gang i forlagets historie, at man har kunnet afslutte så mange aftaler med udlandet, inden bogen udkom på originalsproget. .
Bogen er den første bog en trilogi, der derudover består af Alting har sin pris (2010) og Ensomme hjerters klub (2011).

## Plot
Inden skoletid en mandag morgen finder to børn i Bagsværd Skoles gymnastiksal finder ligene af fem nøgne mænd, som er blevet myrdet og hænger ned fra loftet.
Efterforskningen ledes af chefkriminalinspektør Konrad Simonsen og hans brogede samling af underordnede, der hver især har personlige problemer, der skal løses.
Teamet finder hurtigt ud af, at motivet bag mordene er afstraffelse af pædofile. I den videre opklaring af sagen får Simonsen og hans team både medierne og folkestemningen imod sig.
Romanen inspirerer bl.a. til en diskussion af selvtægt og moralske begreber i forhold til pædofili.

## Anmeldelser
Svinehunde blev generelt godt modtaget af anmelderne, som fandt den velskrevet, velkomponeret og underholdenede. 
Svinehunde blev en stor salgssucces med 60.000 solgte eksemplarer inden udgangen af 2010.